# Joanna Tofilska
Joanna Tofilska-Dzióbek (ur. 29 czerwca 1979 w Katowicach) – polska historyczka i muzealniczka, od 2003 pracownik Działu Historii Muzeum Historii Katowic (od 2011 kierownik tego działu). Specjalizuje się głównie w historii Górnego Śląska, a w szczególności Katowic; autorka i współautorka publikacji o tym mieście.

## Życiorys
Absolwentka III Liceum Ogólnokształcącego im. A. Mickiewicza w Katowicach (1998). Ukończyła studia wyższe na Wydziale Nauk Społecznych Uniwersytetu Śląskiego w Katowicach, na kierunku historia.
Od 2003 pracownik Działu Historii Muzeum Historii Katowic, od 2011 kierownik tego działu. Autorka publikacji naukowych i popularnonaukowych, dotyczących historii Górnego Śląska. Zajmuje się m.in. historią górniczego osiedla Nikiszowca oraz jego architektów – Emila i Georga Zillmannów. Odnalazła Jörna Zillmanna – wnuka Emila Zillmanna. Za publikację Katowice Nikiszowiec. Miejsce, ludzie, historia (2007) otrzymała wyróżnienie Marszałka Województwa Śląskiego za Wydarzenie Muzealne 2007 w kategorii „Publikacje”.
Autorka i współautorka wystaw muzealnych. Publikuje artykuły naukowe i popularnonaukowe, m.in. w „Kronice Katowic”, półroczniku „CzasyPismo” (wydawany przez katowicki oddział Instytutu Pamięci Narodowej) oraz prowadzi spotkania i wykłady podczas konferencji naukowych.
Współautorka i kurator wystawy stałej „Z dziejów Katowic” w Muzeum Historii Katowic, otwartej 11 września 2015, w 150. rocznicę nadania praw miejskich Katowicom. Drugą część wystawy, prezentującą dzieje od 1865 do czasów współczesnych, otwarto 11 września 2018 (w 153. rocznicę nadania praw miejskich).
Członek Stowarzyszenia „Razem dla Nikiszowca”. We wrześniu 2023 została uhonorowana odznaczeniem „100-lecia Policji Województwa Śląskiego” przez Ogólnopolskie Stowarzyszenie „Rodzina Policyjna 1939 r.”.

## Publikacje

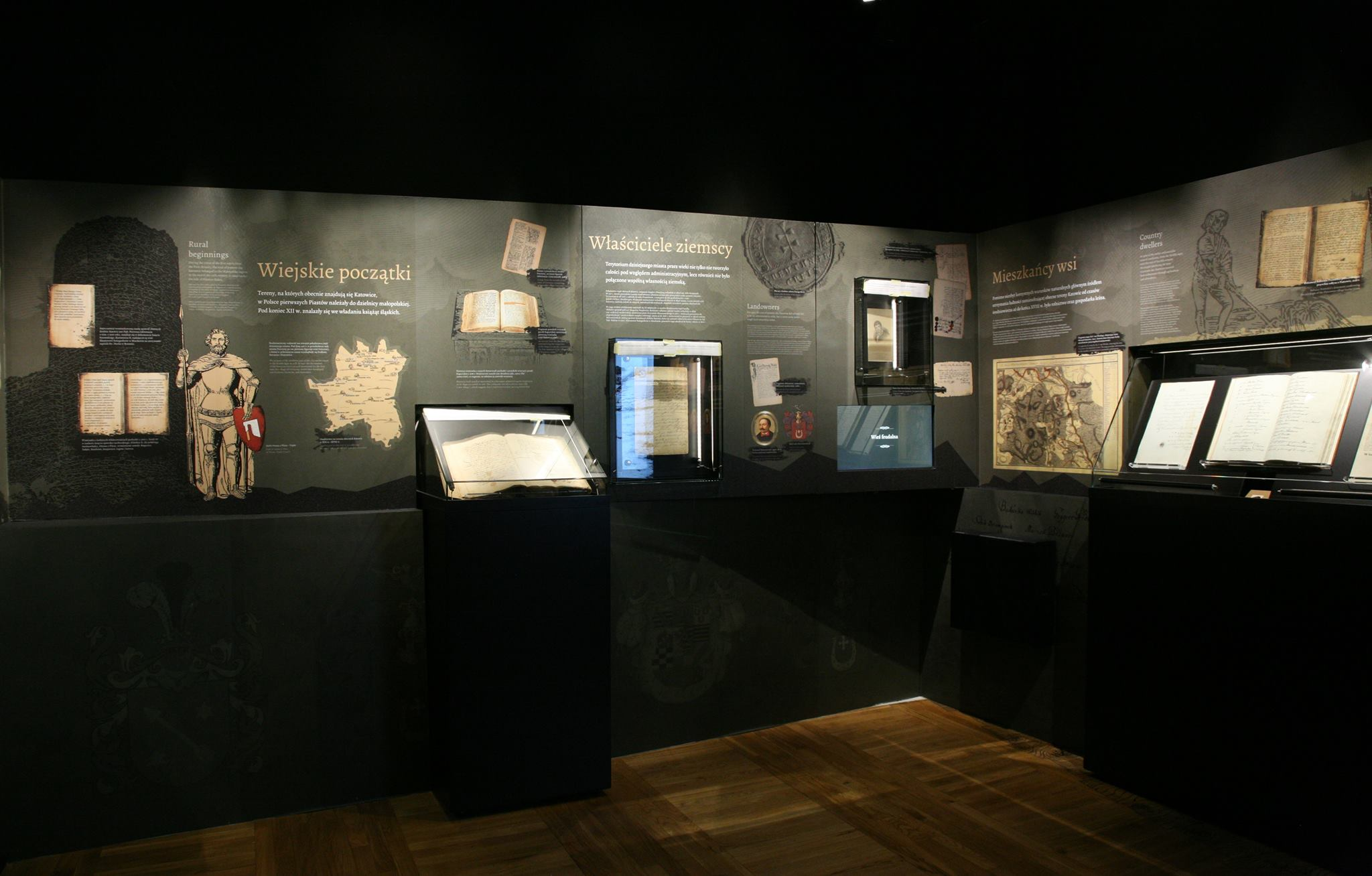
Wystawa stała „Z dziejów Katowic” w Muzeum Historii Katowic, otwarta 11 września 2015 roku, w 150 rocznicę nadania praw miejskich Katowicom, której kuratorem jest Joanna Tofilska

- Akta gruntowe Kuźnicy Boguckiej jako źródło do dziejów Katowic (ze szczególnym uwzględnieniem stosunków własnościowych na tym terenie) (w:) Katowice w minionej rzeczywistości, red. A. Barciak, Katowice 2006
- Emil i Georg Zillmannowie, architekci z Charlottenburga (w:) Przemiany protoindustrialne i industrialne jako czynnik miastotwórczy Katowic, red. A. Barciak, Katowice 2007
- Giszowiec. Monografia historyczna, Katowice 2016[14]
- Hanys Stolorz z Szopienic - herszt groźnej bandy przestępczej i bohater kultury masowej (w:) Katowice wobec przestępczości i bezprawia na przestrzeni wieków, red. A. Barciak, Katowice 2021
- Katowice Nikiszowiec. Miejsce, ludzie, historia, Katowice 2007[4]
- Katowice. Środowisko, dzieje, kultura, język i społeczeństwo, t. 1 i 2, Katowice 2012, red. Antoni Barciak, Ewa Chojecka, Sylwester Fertacz (autorka części rozdziałów)
- Katowicki „Heimatfront” w okresie I wojny światowej (w:) I wojna światowa na Śląsku: historia, literatura, kultura, red. G. Szewczyk, R. Kaczmarek, Oświęcim 2016
- Kopalnia Węgla Kamiennego Wieczorek: historie, opowieści, ciekawostki, Katowice 2011
- Nikiszowiec 1908–2008. Z dziejów osiedla i parafii, Katowice 2008
- Nikiszowiec, Giszowiec i inne osiedla Katowic, Katowice 2008 (wspólnie z Piotrem Matuszkiem i Andrzejem Złotym)
- Osiedle Nikiszowiec: sto lat historii i architektury (w:) „Zawód: Architekt”, nr 57 (2017)
- Parafia Mariacka w Katowicach: Historia jak witraż, Katowice 2010
- Proces tworzenia się władz miejskich Katowic po nadaniu ordynacji miejskiej w 1865 roku: pierwsza Rada Miasta i magistrat (w:) Założyciele miasta oraz mecenasi nauki, kultury i sztuki w dziejach Katowic, red. A. Barciak, Katowice 2017
- Pocztówki z Wielkiej Wojny. Korespondencja wysyłana pocztą polową (1915–1918) ze zbiorów Antoniego Przybyły z Janowa, Katowice 2013 (wspólnie z Sebastianem Rosenbaumem)[15]
- Pod patronatem spółki Giesche: Gmina Janów na Górnym Śląsku, Katowice 2013
- Rozbark – Nikiszowiec. Na wspólnym szlaku, Katowice 2016 (wspólnie z Markiem Wójcikiem, Magdaleną Mikrut-Majeranek, Małgorzatą Krakowiak)
- Wielka Wojna, mały region: pierwsza wojna światowa w perspektywie górnośląskiej. Szkice i studia, Katowice 2014 (redakcja, wspólnie z Bernardem Linkiem i Sebastianem Rosenbaumem)
- Życie codzienne w cernowanych Katowicach na podstawie publikacji Karla Okonskiego „Die Belagerung von Kattowitz im dritten Polenaufstand 1921”, (w:) Życie codzienne na terenach współczesnych Katowic w minionych epokach, red. A. Barciak, Katowice 2019